# Althepus biltoni
Althepus biltoni es una especie de arañas araneomorfas de la familia Ochyroceratidae.

## Distribución geográfica
Es endémica de cuevas de Batudaka, en las islas Togian (Indonesia).